# 多萝茜·杰金斯
多萝茜·杰金斯（英語：Dorothy Jeakins，1914年1月11日—1995年11月21日）是一位美国的剧装设计师，曾三次荣获奥斯卡最佳服装设计奖。

## 生平
多萝茜·杰金斯出生于加利福尼亚州圣迭戈，后于洛杉矶求学。在高中时，她就获得了奥蒂斯艺术学院（后来的奥蒂斯艺术与设计学院）的奖学金。为了负担学费，她担任过各种插画家的工作，例如为洛杉矶规划委员会工作。1987年，她被奥蒂斯艺术与设计学院授予荣誉博士学位。
20世纪30年代，杰金斯开始参与公共事业振兴署项目并担任迪斯尼的艺术家。她的时尚生涯始于在I.Magnin's担任时装设计师，并被导演维克多·弗莱明看中。作为《圣女贞德》的素描艺术家，杰金斯与芭芭拉·卡琳斯卡合作设计服装，并与她共同获得了奥斯卡色彩类奖项。这是奥斯卡除黑白类奖项外，首个因服装而获奖的奖项。
杰金斯的与众不同之处在于她是自由职业者，从未与任何一家制片厂签订过长期合同。在接下来的39年中，她一直在稳定地工作，并凭借《参孙与达莉拉》和《巫山风雨夜》两次获得奥斯卡奖，另外还获得了12项提名。她还为《十诫》、《欢乐音乐妙无穷》、《音乐之声》、《小巨人》、《俏郎君》、《新科学怪人》和《死者》设计了时装。她的现代服饰作品包括《飞瀑怒潮》、《罗马之恋》、《南太平洋》和《金色池塘》。

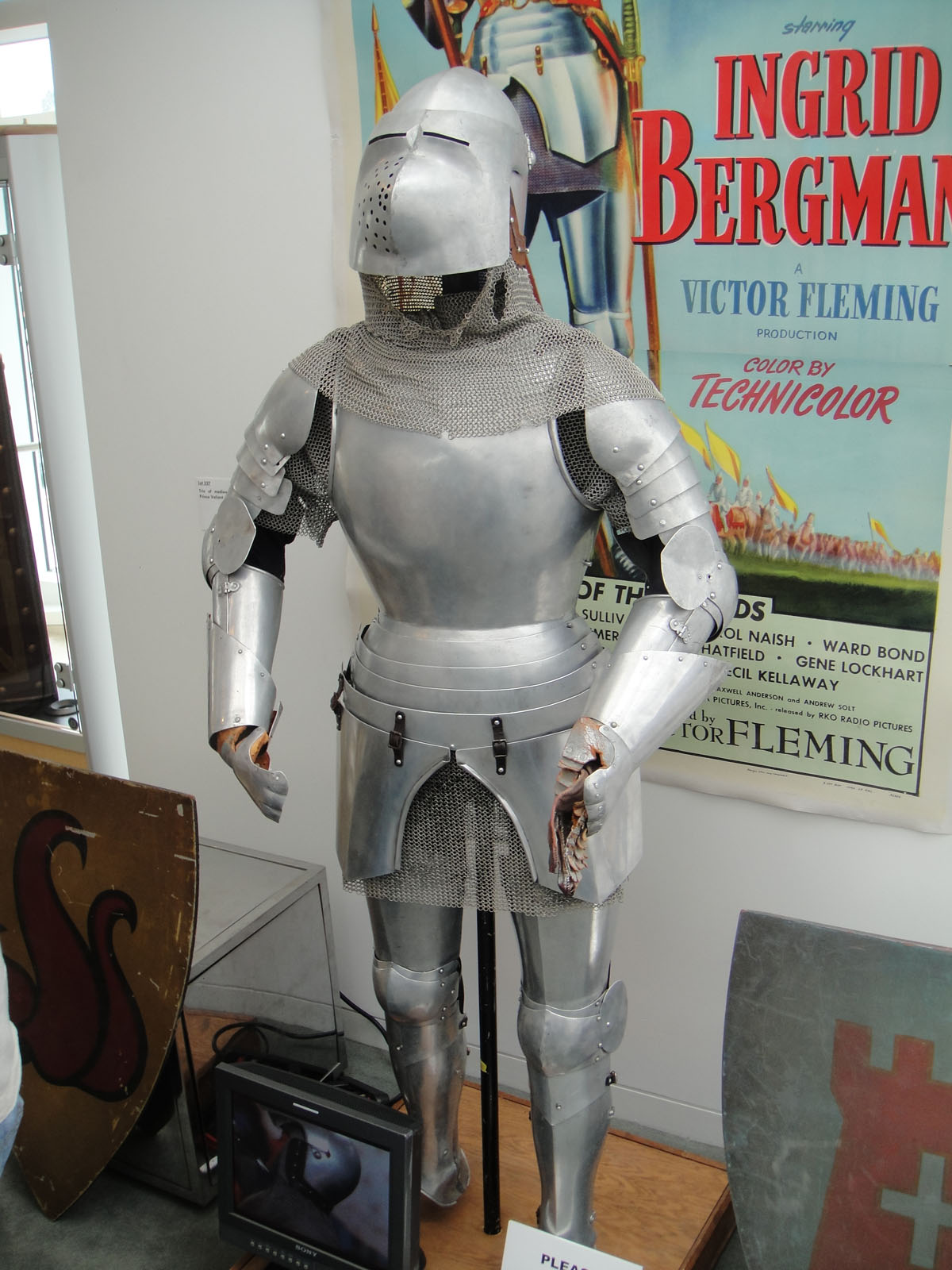
多萝茜·杰金斯为英格丽·褒曼在电影《圣女贞德》中设计的服装

杰金斯还参与了百老汇舞台剧的设计，包括《南太平洋》、《李尔王》、《小城畸人》和《苏丝黄的世界》（她凭借该剧第三次获得托尼奖提名），以及电视制作，如1957年制作的《飞燕金枪》和《梅耶林案》。自1953年起的十年间，她一直担任洛杉矶市民轻歌剧院的设计师。1961年，她获得古根海姆奖学金，前往日本学习。1967年至1970年，杰金斯女士担任洛杉矶县艺术博物馆服饰和纺织品馆长。1987年，她荣获女性电影人水晶奖，以表彰那些凭借坚韧不拔的精神和卓越工作，为提升女性在娱乐行业地位做出贡献的杰出女性。1990年退休的杰金斯曾这样总结自己的设计生涯：“我可以用两个词来概括我的世界：创造美。这是我的灵感，也是我个人的热情所在。”